# Opuntia chaffeyi
Opuntia chaffeyi ist eine Pflanzenart in der Gattung der Opuntien (Opuntia) aus der Familie der Kakteengewächse (Cactaceae). Das Artepitheton chaffeyi ehrt den US-amerikanischen Pflanzensammler Elswood Chaffey (1850–1920), der die Art entdeckte. Die vom Aussterben bedrohte Opuntienart verliert am Standort während der Trockenzeit ihre Triebe und überdauert mit Hilfe eines Rhizoms. Ein spanischer Trivialname ist „Sacasil“.

## Beschreibung
Die sehr kleine Opuntia chaffeyi wächst vielverzweigt und niederliegend. Ihre Triebe entspringen einem Rhizom, das bis zu 35 Zentimeter lang ist und einen Durchmesser von bis zu 4 Zentimeter aufweist. Die jährlich neu ausgebildeten weichen, etwas abgeflachten Triebabschnitte sind blass blaugrün oder rötlich. Sie sind nur etwa 7 Millimeter dick und bis 5 Zentimeter lang. Ihre Laubblätter sind winzig. Die kleinen runden Areolen sind anfangs weiß, später braun, bewollt und  tragen zahlreiche gelbe Glochiden. Der nadelartige Dorn (selten sind ein bis drei vorhanden) ist weiß bis blass gelb.
Die Kronblätter sind zitronengelb und außen schwach rötlich. Über die Früchte und Samen ist nichts bekannt.

## Verbreitung, Systematik und Gefährdung
Opuntia chaffeyi ist nur in einem sehr kleinen Gebiet des mexikanischen Bundesstaates Zacatecas verbreitet. Es sind nur drei verschiedene Standorte bekannt.
Die Erstbeschreibung wurde 1913 von Nathaniel Lord Britton und Joseph Nelson Rose veröffentlicht. Ein nomenklatorisches Synonym ist Plutonopuntia chaffeyi (Britton & Rose) P.V.Heath (1999).
Opuntia chaffeyi wird in der Roten Liste gefährdeter Arten der IUCN als „Critically Endangered (CR)“, d. h. als vom Aussterben bedroht,  eingestuft. Die Anzahl der ausgewachsenen Pflanzen an den Standorten ist sehr gering. Das Verbreitungsgebiet ist bedroht durch die Beweidung mit Rindern und die Ausbreitung der landwirtschaftlichen Nutzflächen. Die Entwicklung der Population wird als abnehmend angesehen.

## Nachweise